# ده ویلخن
دی ویلگن (به هلندی: De Wilgen) یک منطقهٔ مسکونی در هلند است که در اسمالینگرلاند واقع شده‌است. دی ویلگن ۶۵۱ نفر جمعیت دارد.